# Пол Феннін
Пол Джонс Феннін (англ. Paul Jones Fannin; 29 січня 1907, Ешленд, Кентуккі — 13 січня 2002, Фінікс, Аризона) — американський бізнесмен і політик-республіканець, 11-й губернатор Аризони (1959–1965), сенатор США від Аризони з 1965 по 1977 рік.
Його родина у жовтні 1907 року переїхала до Фінікса у штаті Аризона. Феннін навчався два роки навчався в Університеті Аризони, після чого перевівся до Стенфордського університету, який закінчив у 1930 році зі ступенем бакалавра мистецтв у галузі ділового адміністрування. Потім він повернувся до Фінікса, де приєднався до родинного бізнесу з постачання та монтажу обладнання. Пізніше він разом з братом Ернестом заснував компанію Fannin Gas and Supply Company, що спеціалізувалася на поставках газового і нафтового устаткування. Феннін обіймав посаду президента компанії з 1945 по 1956 рік, коли вони з братом продали компанію.
У 1934 році Феннін одружився з Елмою Еддінгтон. У подружжя народилася дочка і троє синів. Під час засідань у Сенаті Феннін сидів за «цукерковим столом». Після відставки він продовжував жити у Фініксі, штат Аризона, поки не помер від інсульту 13 січня 2002. Він похований на цвинтарі Greenwood Memory Lawn Cemetery у Фініксі.